# Семнадцать (мюзикл)
«Семна́дцать» (англ. Seventeen) — американский мюзикл на либретто Салли Бенсон, музыку Уолтера Кента и слова Ким Гэннон. Создан по мотивам повести «Семнадцать: Сказка о молодёжи, лете и семье Бакстер, особенно Уильяме» Бута Таркингтона. Мировая премьера состоялась 21 июня 1951 года в бродвейском театре «Бродхерст», Нью-Йорк, США.

## История
В 1914 году в нью-йоркском журнале «Metropolitan Magazine» была опубликована серия эскизов «Семнадцать: Сказка о молодёжи, лете и семье Бакстер, особенно Уильяме» драматурга Бута Таркингтона. Спустя два года она вышла отдельной книгой. В этом же году были созданы пьеса для театра и первая экранизация (немой фильм). Музыкальная комедия была поставлена на основе пьесы в 1926 году под названием «Привет, Лола!».
За адаптацию повести в мюзикл взялись писатель журнала «The New Yorker» Салли Бенсон, композитор Уолтер Кент и поэт Ким Гэннон. Премьера их творения состоялась 21 июня 1951 года в театре «Бродхерст». Закрылась постановка 24 ноября после 182 спектаклей.

## Актёрский состав
| Роль           | Артисты        |
| -------------- | -------------- |
| Уильям Бакстер | Кеннет Нельсон |
| Лола Прэтт     | Энн Кроули     |

## Музыка

### Музыкальные партии
| Акт I - «Weatherbee's Drug Store» - «This Was Just Another Day» - «Things Are Gonna Hum This Summer» - «How Do You Do, Miss Pratt?» - «Summertime Is Summertime» - «Reciprocity» - «Ode to Lola» - «Headache and Heartache» - «OO-OOO-OOO, What You Do to Me» | Акт II - «The Hoosier Way» - «I Could Get Married Today» - «After All, It's Spring» - «If We Only Could Stop the Old Town Clock» - «After All, It's Spring» — Все |

## Награды и номинации
| Год  | Премия                | Категория                       | Номинант(ы)             | Результат |
| ---- | --------------------- | ------------------------------- | ----------------------- | --------- |
| 1952 | «Theatre World Award» | Лучший исполнитель мужской роли | Дик за роль Джо Буллита | Победа    |
| 1952 | «Theatre World Award» | Лучший исполнитель женской роли | Элен Вуд за роль Эмми   | Победа    |